# Medetera lorea
Medetera lorea är en tvåvingeart som beskrevs av Negrobov 1967. Medetera lorea ingår i släktet Medetera och familjen styltflugor. Inga underarter finns listade i Catalogue of Life.